# THE END (NANA starring MIKA NAKASHIMAのアルバム)
『THE END』（ジ・エンド）は、中島美嘉が NANA starring MIKA NAKASHIMA 名義で、2006年12月13日にリリースしたアルバム。劇場版『NANA』は『NANA2』で完結となっており、NANA starring MIKA NAKASHIMAとしては最初で最後のアルバムである。

## 解説
- シングル化された「一色」、「GLAMOROUS SKY」の作詞は『NANA』の作者である矢沢あいが行っている。

## 収録曲
1. 一色 [5:21]
  - 作詞：AI YAZAWA、作曲：TAKURO、編曲：TAKURO・Masahide Sakuma
  - 中島の20thシングル。劇場版『NANA2』主題歌。中島のアルバム『YES』には収録されず、唯一このアルバムに収録されている。後に、ベスト・アルバム「TEARS」(2014年)にも収録されている。
2. EYES FOR THE MOON [3:39]
  - 作詞・作曲：TAKURO、編曲：TAKURO・Masahide Sakuma
  - 「一色」のカップリング。劇場版『NANA2』劇中歌。劇中ではBLACK STONESのデビューシングルになっている。
3. GLAMOROUS SKY [4:26]
  - 作詞：AI YAZAWA、作曲：HYDE、編曲：HYDE・KAZ
  - 中島の16thシングル。劇場版『NANA』主題歌。オリジナル・アルバムとしては初収録。ベスト・アルバム「BEST」(2005年)、「DEARS」(2014年)にも収録されている。
4. BLOWING OUT [3:27]
  - 作詞：Lori Fine・中島美嘉、作曲：Lori Fine、編曲：根岸孝旨
  - アルバム・オリジナル曲。全11曲中、中島本人が唯一楽曲制作（作詞）に参加している。歌詞は1番と最後のサビが英語、2番とCメロが日本語である。また、日本語は1番の英語の発音に近い言葉を選んで作詞したと思われる。"女神捨てる"や"認めない"など、面白い曲となっている。
5. MY MEDICINE [3:37]
  - 作詞：Lori Fine、作曲：南ヤスヒロ、編曲：根岸孝旨
  - 劇場版『NANA』劇中歌。
6. NEGLEST MIND [3:57]
  - 作詞：mmm.31f.jp、作曲：大野宏明、編曲：土屋昌巳
  - アルバム・オリジナル曲。
7. REAL WORLD [4:08]
  - 作詞：mmm.31f.jp、作曲：秋山光良、編曲：土屋昌巳
  - アルバム・オリジナル曲。
8. ISOLATION [4:42]
  - 作詞：mmm.31f.jp、作曲：南ヤスヒロ、編曲：根岸孝旨
  - 「GLAMOROUS SKY」のカップリング。カネボウ「KATE」CMソング。
9. BLOOD [4:39]
  - 作詞：mmm.31f.jp、作曲：古賀繁一、編曲：根岸孝旨
  - 同じく「GLAMOROUS SKY」のカップリングであり、「KATE」CMソング。
10. 一色 (ALTAnative) [5:06]
  - 作詞：AI YAZAWA、作曲：TAKURO、編曲：TAKURO・Masahide Sakuma
  - 「一色」をロックバラードからパンクロック風にアレンジしたバージョン。劇場版『NANA2』では、劇中にこの曲を新宿スタジオアルタ前で演奏するシーンがある。サブタイトルの「ALTAnative」は英語の「alternative」と、スタジオアルタの「ALTA」を掛け合わせた造語である。
11. MY WAY [4:19]
  - 作詞：Paul Anka・Lucien Marie Antoine Thibaut、作曲：Claude Francois・Jacques Revaux、編曲：根岸孝旨
  - セックス・ピストルズのベーシスト、シド・ヴィシャスの『トゥー・ファースト・トゥー・リブ』収録のカヴァー曲。中島のカヴァー・アルバム「ずっと好きだった〜ALL MY COVERS〜」(2014年)にも収録されている。

## 演奏
- 中島美嘉
  - Vocal
  - Background Vocals (#1.3.6.9.10.11)
- TAKURO (GLAY)
  - Guitar (#1)
  - Bass (#2.10)
- 佐久間正英
  - Guitar (#1.2)
  - Bass, Keyboards (#1)
- 永井利光：Drums (#1.2.10)
- Shuhei Ikeda：Background Vocals (#2.6)
- KAZ：Guitar (#3)
- Ju-ken：Bass (#3)
- Ryu：Drums (#3)
- 根岸孝旨
  - Bass (#4-9.11)
  - Guitar (#4.5.8.9.11)
- 佐野康夫：Drums (#4)
- 堀越信泰：Guitar (#5.9)
- 刄田綴色 (東京事変)：Drums (#5)
- 土屋昌巳：Guitar (#6.7.11)
- 中村達也：Drums (#6.7.11)
- mmm.31f.jp：Background Vocals (#6.7)
- 向山テツ：Drums (#8.9)
- 木本ヤスオ：Programming (#8.9)
- 灰野愛子：Background Vocals (#9.11)
- Lori Fine (COLDFEET), Suzumi：Background Vocals (#11)